# پروبیشتیف
شهر پروبیشتیف (به مقدونی: Пробиштип) با جمعیت  ۱۶٫۱۹۳   نفر  در استان شرق کشور جمهوری مقدونیه واقع شده‌است.